# Micrempis mimica
Micrempis mimica är en tvåvingeart som beskrevs av Chillcott 1983. Micrempis mimica ingår i släktet Micrempis och familjen puckeldansflugor. Inga underarter finns listade i Catalogue of Life.